# Раші

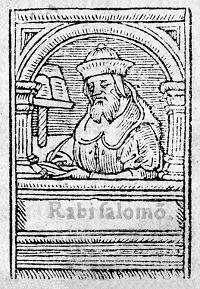
Зображення на гравюрі 16 століття

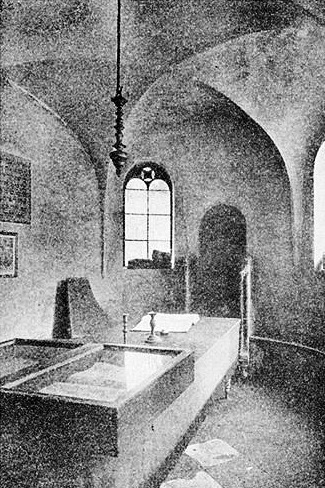
Інтер'єр синагоги Раші

Раші (РаШІ, івр. רַשִׁ"י, акронім від «Рабейну Шломо Іцхакі» — «наш вчитель Шломо син Іцхака»; 22 лютого 1040,
Труа, Франція — 13 липня 1105, там же) — найбільший середньовічний єврейський тлумач Талмуду та Танаху, духовний керманич та громадський діяч єврейства Північної Франції. 

## Життєпис
Раші з'явився на світ у рік, коли помер глава попереднього покоління мудреців рабейну Гершом бен Єхуда знову підтвердилася закономірність, сформульована в Талмуді: «не покидає світ праведник перш, ніж народжується праведник, подібний до нього» (Кідуинн 72б).
Раші народився в місті Труа, столиці однойменного графства в родині рабинів. Його матір'ю була дочка видатного мудреця і поета з німецького міста Майнц р. Шимона Агадоля.
Його дядько був одним з найбільших рабинів Німеччині, а по батькові він вів свій рід від танаї раббі Йоханана а-Сандлара.
Раші походив з роду царя Давида.

## Видання
- Раши. Комментарий на Книгу Бытия (пер. со ср.-век. иврита Н. Корякиной, М. Вогмана и Е. Малаховой) // Классические библейские комментарии [Архівовано 1 квітня 2019 у Wayback Machine.]: Книга Бытия. Сборник переводов с древнееврейского, арамейского и средневекового иврита. — М.: Олимп, 2010. — 700 c. — 1000 экз. — ISBN 978-5-7390-2468-8.(рос.)